# Швянтойи
Швянтойи (на литовски: Šventoji; на руски: Швянтойи) е река в източната част на Литва, десен приток на Нярис (Вилия), която е десен приток на Нямунас (Неман). Дължина 249 km. Площ на водосборния басейн 6890 km². Петата по дължина река в Литва и първата по дължина, която протича изцяло в границите на страната. 
Река Швянтойи води началото си от езерото Дукщас, разположено в североизточната част на Балтийското възвишение, на 154,9 m н.в., на около 8 km северно от град Дукщас. По цялото си протежение тече по Среднолитовската низина, в горното течение на северозапад, а след езерото Сартай – на югозапад. В горното си течение преминава през няколко проточни езера: Луодас, Дусетос, Сартай и други по-малки. Влива се отдясно в река Нярис (десен приток на Нямунас), на 39 m н.в., североизточно от крайните квартали на град Йонава. Основни притоци: леви – Индрая, Вижуона, Акмиста, Аникща, Виринта, Сесартис, Жирная, Ширвинта; десни – Яра, Мушя, Армона. Подхранването ѝ е смесено с преобладаване на снежното. Има ясно изразено пълноводие от февруари до април, а през останалото време са характерни епизодични прииждания в резултат на поройни дъждове. Среден годишен отток 56 m³/sec. Замръзва през ноември, а се размразява през април. По течението на реката са разположени множество населени места, в т.ч. градовете Дусетос, Аникщяй, Каварскас и Укмерге.